# دارين تريسي (لاعب دوري الرغبي)
دارين تريسي (بالإنجليزية: Darren Treacy)‏ هو لاعب دوري الرغبي أسترالي، ولد في 26 يونيو 1971 في سيدني في أستراليا.